# IAAF Diamond League 2014
La IAAF Diamond League 2014 (o semplicemente Diamond League 2014) è stata la quinta edizione della Diamond League, serie di meeting internazionali di atletica leggera organizzata annualmente dalla IAAF.

## I meeting
Il programma prevedeva lo svolgimento di quattordici meeting, tutti di un singolo giorno.
| Nº | Meeting                         | Stadio                         | Sede        | Data         | Resoconto |
| -- | ------------------------------- | ------------------------------ | ----------- | ------------ | --------- |
| 1  | Qatar Athletic Super Grand Prix | Stadio Qatar SC                | Doha        | 9 maggio     |           |
| 2  | Shanghai Golden Grand Prix      | Stadio di Shanghai             | Shanghai    | 18 maggio    |           |
| 3  | Prefontaine Classic             | Hayward Field                  | Eugene      | 31 maggio    |           |
| 4  | Golden Gala Pietro Mennea       | Stadio Olimpico                | Roma        | 5 giugno     | Resoconto |
| 5  | Bislett Games                   | Bislett Stadion                | Oslo        | 11 giugno    |           |
| 6  | Adidas Grand Prix               | Icahn Stadium                  | New York    | 14 giugno    |           |
| 7  | Athletissima                    | Stade Olympique de la Pontaise | Losanna     | 3 luglio     |           |
| 8  | Meeting Areva                   | Stade de France                | Saint-Denis | 5 luglio     |           |
| 9  | Glasgow Grand Prix              | Hampden Park                   | Glasgow     | 11-12 luglio |           |
| 10 | Herculis                        | Stadio Louis II                | Monaco      | 18 luglio    |           |
| 11 | DN Galan                        | Stadio Olimpico                | Stoccolma   | 21 agosto    |           |
| 12 | British Grand Prix              | Alexander Stadium              | Birmingham  | 24 agosto    |           |
| 13 | Weltklasse Zürich               | Stadio Letzigrund              | Zurigo      | 29 agosto    |           |
| 14 | Memorial Van Damme              | Stadio Re Baldovino            | Bruxelles   | 5 settembre  |           |

## Risultati

### Uomini

#### Corse
| Corse     |            |                        |                       |                         |                         |                                    |                          |                               |                         |                        |
| #         | Meeting    | 100 m                  | 200 m                 | 400 m                   | 800 m                   | 1 500 m / Miglio                   | 5 000 m                  | 110 m hs                      | 400 m hs                | 3 000 m siepi          |
| 1         | Doha       | -                      | Nickel Ashmeade 20"13 | LaShawn Merritt 44"44 = | -                       | Asbel Kiprop 3'29"18               | -                        | David Oliver 13"23            | -                       | Ezekiel Kemboi 8'04"12 |
| 2         | Shanghai   | Justin Gatlin 9"92     | -                     | -                       | Robert Biwott 1'44"69   | -                                  | Yenew Alamirew 13'04"83  | Xie Wenjun 13"23              | Michael Tinsley 48"77   | -                      |
| 3         | Eugene     | Justin Gatlin 9"76     | -                     | -                       | Nijel Amos 1'43"63      | Ayanleh Souleiman 3'47"32 (miglio) | Caleb Ndiku 13'01"71     | Pascal Martinot-Lagarde 13"13 | -                       | -                      |
| 4         | Roma       | -                      | Alonso Edward 20"19   | LaShawn Merritt 44"48   | -                       | Silas Kiplagat 3'30"44             | -                        | -                             | -                       | Jairus Birech 8'06"20  |
| 5         | Oslo       | Richard Thompson 10"02 | -                     | -                       | -                       | Ayanleh Souleiman 3'49"49 (miglio) | Yenew Alamirew 13'01"57  | Pascal Martinot-Lagarde 13"12 | -                       | Jairus Birech 8'02"37  |
| 6         | New York   | -                      | Warren Weir 19"82     | LaShawn Merritt 44"19   | David Rudisha 1'44"63   | -                                  | -                        | -                             | Javier Culson 48"03     | -                      |
| 7         | Losanna    | -                      | Alonso Edward 19"84   | Kirani James 43"74      | -                       | Ronald Kwemoi 3'31"48              | -                        | Pascal Martinot-Lagarde 13"06 | -                       | Jairus Birech 8'03"34  |
| 8         | Parigi     | Mike Rodgers 10"00     | -                     | -                       | Asbel Kiprop 1'43"34    | -                                  | Edwin Soi 12'59"82       | -                             | Michael Tinsley 48"25   | -                      |
| 9         | Glasgow    | Nickel Ashmeade 9"97   | -                     | -                       | David Rudisha 1'43"34 = | -                                  | Hagos Gebrhiwet 13'11"09 | -                             | Javier Culson 48"35     | -                      |
| 10        | Monaco     | -                      | Justin Gatlin 19"68   | LaShawn Merritt 44"30   | -                       | Silas Kiplagat 3'27"64             | -                        | Pascal Martinot-Lagarde 12"95 | -                       | Jairus Birech 8'03"33  |
| 11        | Stoccolma  | Nesta Carter 9"96      | -                     | -                       | Adam Kszczot 1'45"25    | -                                  | Muktar Edris 12'54"83    | -                             | Michael Tinsley 49"60   | -                      |
| 12        | Birmingham | -                      | Nickel Ashmeade 20"33 | Kirani James 44"59      | -                       | -                                  | -                        | -                             | -                       | Jairus Birech 8'07"80  |
| 13        | Zurigo     | -                      | Alonso Edward 19"95   | LaShawn Merritt 44"36   | Nijel Amos 1'43"77      | -                                  | Caleb Ndiku 13'07"01     | -                             | Cornel Fredericks 48"25 | -                      |
| 14        | Bruxelles  | Justin Gatlin 9"77     | -                     | -                       | -                       | Taoufik Makhloufi 3'31"78          | -                        | Pascal Martinot-Lagarde 13"08 | -                       | Jairus Birech 7'58"41  |
|           |            |                        |                       |                         |                         |                                    |                          |                               |                         |                        |
| Vincitore | Vincitore  | Justin Gatlin          | Alonso Edward         | LaShawn Merritt         | Nijel Amos              | Silas Kiplagat                     | Caleb Ndiku              | Pascal Martinot-Lagarde       | Michael Tinsley         | Jairus Birech          |

     Prestazione che stabilisce il nuovo record del meeting

#### Concorsi
| Concorsi  |            |                               |                           |                                       |                                |                            |                           |                          |  |  |
| #         | Meeting    | Salto in lungo                | Salto triplo              | Salto in alto                         | Salto con l'asta               | Getto del peso             | Lancio del disco          | Lancio del giavellotto   |  |  |
| 1         | Doha       | Louis Tsatoumas 8,06 m        | -                         | Ivan Uchov 2,41 m Derek Drouin 2,37 m | -                              | -                          | Piotr Małachowski 66,72 m | -                        |  |  |
| 2         | Shanghai   | -                             | Lázaro Martínez 16,76 m   | -                                     | Renaud Lavillenie 5,92 m       | Christian Cantwell 21,73 m | -                         | Ihab Abdelrahman 89,21 m |  |  |
| 3         | Eugene     | -                             | Will Claye 17,66 m        | -                                     | Renaud Lavillenie 5,80 m       | Reese Hoffa 21,64 m        | -                         | Vítězslav Veselý 83,75 m |  |  |
| 4         | Roma       | -                             | Will Claye 17,14 m        | Mutaz Essa Barshim 2,41 m =           | -                              | -                          | Robert Harting 68,36 m    | -                        |  |  |
| 5         | Oslo       | -                             | Will Claye 17,41 m        | -                                     | Renaud Lavillenie 5,77 m       | Joe Kovacs 21,14 m         | -                         | Tero Pitkämäki 84,18 m   |  |  |
| 6         | New York   | Jeff Henderson 8,33 m         | -                         | Bohdan Bondarenko 2,42 m              | -                              | -                          | Robert Harting 68,24 m    | -                        |  |  |
| 7         | Losanna    | Jeff Henderson 8,31 m         | -                         | Bohdan Bondarenko 2,40 m              | Renaud Lavillenie 5,87 m       | -                          | Piotr Małachowski 66,63 m | -                        |  |  |
| 8         | Parigi     | -                             | Benjamin Compaoré 17,12 m | -                                     | Renaud Lavillenie 5,70 m       | David Storl 21,41 m        | -                         | Ihab Abdelrahman 87,10 m |  |  |
| 9         | Glasgow    | -                             | Christian Taylor 17,36 m  | -                                     | -                              | Reese Hoffa 21,67 m        | -                         | Thomas Röhler 86,99 m    |  |  |
| 10        | Monaco     | Li Jinzhe 8,09 m              | -                         | Bohdan Bondarenko 2,38 m              | -                              | -                          | Piotr Małachowski 65,84 m | -                        |  |  |
| 11        | Stoccolma  | Godfrey Khotso Mokoena 8,09 m | -                         | -                                     | Konstantinos Filippidis 5,60 m | Reese Hoffa 21,06 m        | -                         | Antti Ruuskanen 87,24 m  |  |  |
| 12        | Birmingham | Christian Taylor 8,09 m       | -                         | Mutaz Essa Barshim 2,38 m             | -                              | -                          | Robert Harting 67,57 m    | -                        |  |  |
| 13        | Zurigo     | -                             | Christian Taylor 17,51 m  | -                                     | -                              | Reese Hoffa 21,88 m        | -                         | Thomas Röhler 87,63 m    |  |  |
| 14        | Bruxelles  | Godfrey Khotso Mokoena 8,19 m | -                         | Mutaz Essa Barshim 2,42 m             | Renaud Lavillenie 5,93 m       | -                          | Robert Harting 67,57 m    |                          |  |  |
|           |            |                               |                           |                                       |                                |                            |                           |                          |  |  |
| Vincitore | Vincitore  | Godfrey Khotso Mokoena        | Christian Taylor          | Mutaz Essa Barshim                    | Renaud Lavillenie              | Reese Hoffa                | Piotr Małachowski         | Thomas Röhler            |  |  |

### Donne

#### Corse
| Corse     |            |                               |                         |                              |                         |                          |                                  |                          |                       |                       |
| #         | Meeting    | 100 m                         | 200 m                   | 400 m                        | 800 m                   | 1 500 m                  | 3 000 m / 5 000 m                | 110 m hs                 | 400 m hs              | 3 000 m siepi         |
| 1         | Doha       | Shelly-Ann Fraser-Pryce 11"13 | -                       | -                            | Eunice Sum 1'59"33      | -                        | Hellen Obiri 8'20"68             | -                        | Kemi Adekoya 54"59    | -                     |
| 2         | Shanghai   | -                             | Blessing Okagbare 22"36 | Novlene Williams-Mills 50"31 | -                       | Abeba Aregawi 3'58"72    | -                                | -                        | -                     | Emma Coburn 9'19"80   |
| 3         | Eugene     | -                             | Tori Bowie 22"18        | Novlene Williams-Mills 50"40 | -                       | Hellen Obiri 3'57"05     | -                                | -                        | Kaliese Spencer 54"29 | Sofia Assefa 9'11"39  |
| 4         | Roma       | Tori Bowie 11"05              | -                       | -                            | Eunice Sum 1'59"49      | -                        | Genzebe Dibaba 14:34.99 (5000 m) | Brianna Rollins 12"53    | Kaliese Spencer 53"97 | -                     |
| 5         | Oslo       | -                             | Allyson Felix 22"73     | Novlene Williams-Mills 50"06 | Eunice Sum 1'59"02      | -                        | -                                | -                        | Kaliese Spencer 54"94 | -                     |
| 6         | New York   | Tori Bowie 11"07              | -                       | -                            | -                       | Abeba Aregawi 4'00"13    | Mercy Cherono 8'39"84            | Queen Harrison 12"62     | -                     | Sofia Assefa 9'18"58  |
| 7         | Losanna    | Michelle-Lee Ahye 10"98       | -                       | -                            | Eunice Sum 1'58"48      | -                        | Mercy Cherono 8'50"24            | -                        | -                     | -                     |
| 8         | Parigi     | -                             | Blessing Okagbare 22"32 | Sanya Richards-Ross 50"10    | -                       | Sifan Hassan 3'57"00     | -                                | Dawn Harper-Nelson 12"44 | -                     | Hiwot Ayalew 9'11"65  |
| 9         | Glasgow    | -                             | Dafne Schippers 22"34   | Francena McCorory 49"93      | -                       | Sifan Hassan 4'00"69     | -                                | Queen Harrison 12"58     | -                     | Hiwot Ayalew 9'10"64  |
| 10        | Monaco     | Tori Bowie 10"80              | -                       | -                            | Ajeé Wilson 1'57"67     | -                        | Genzebe Dibaba 14'28"28 (5000 m) | -                        | Kaliese Spencer 54"09 | -                     |
| 11        | Stoccolma  | -                             | Allyson Felix 22"85     | Novlene Williams-Mills 50"09 | -                       | Jennifer Simpson 4'00"38 | -                                | Queen Harrison 12"66     | -                     | Hiwot Ayalew 9'17"04  |
| 12        | Birmingham | Kerron Stewart 11"22          | -                       | -                            | Lynsey Sharp 1'59"14    | -                        | Mercy Cherono 9'11"49            | Dawn Harper-Nelson 12"66 | Kaliese Spencer 53"80 | -                     |
| 13        | Zurigo     | Veronica Campbell-Brown 11"04 | -                       | -                            | -                       | Jennifer Simpson 3'59"92 | -                                | Dawn Harper-Nelson 12"58 | -                     | Habiba Ghribi 9'15"23 |
| 14        | Bruxelles  | -                             | Allyson Felix 22"02     | Sanya Richards-Ross 49"98    | Brenda Martinez 1'58"84 | -                        | Mercy Cherono 8'28"95            | -                        | Kaliese Spencer 54"12 | -                     |
|           |            |                               |                         |                              |                         |                          |                                  |                          |                       |                       |
| Vincitore | Vincitore  | Veronica Campbell-Brown       | Allyson Felix           | Novlene Williams-Mills       | Eunice Sum              | Jennifer Simpson         | Mercy Cherono                    | Dawn Harper-Nelson       | Kaliese Spencer       | Hiwot Ayalew          |

#### Concorsi
| Concorsi  |            |                          |                             |                        |                               |                       |                             |                           |  |  |
| #         | Meeting    | Salto in lungo           | Salto triplo                | Salto in alto          | Salto con l'asta              | Getto del peso        | Lancio del disco            | Lancio del giavellotto    |  |  |
| 1         | Doha       | -                        | Caterine Ibargüen 14,43 m   | -                      | Nikoleta Kyriakopoulou 4,63 m | Valerie Adams 20,20 m | -                           | Kimberley Mickle 65,36 m  |  |  |
| 2         | Shanghai   | Blessing Okagbare 6,86 m | -                           | Ana Šimić 1,97 m       | -                             | -                     | Sandra Perković 70,52 m     | -                         |  |  |
| 3         | Eugene     | Ivana Španović 6,88 m =  | -                           | Anna Čičerova 2,01 m   | -                             | -                     | Sandra Perković 69,32 m     | -                         |  |  |
| 4         | Roma       | -                        | Caterine Ibargüen 14,48 m   | -                      | Yarisley Silva 4,70 m         | Valerie Adams 20,01 m | -                           | Barbora Špotáková 66,43 m |  |  |
| 5         | Oslo       | Tianna Bartoletta 7,02 m | -                           | Marija Kučina 1,98 m = | -                             | -                     | Sandra Perković 67,17 m     |                           |  |  |
| 6         | New York   | -                        | Kimberly Williams 14,31 m   | -                      | Fabiana Murer 4,80 m          | Valerie Adams 19,68 m | -                           | Linda Stahl 67,32 m       |  |  |
| 7         | Losanna    | -                        | Caterine Ibargüen 14,87 m = | -                      | -                             | Valerie Adams 20,42 m | -                           | Barbora Špotáková 66,72 m |  |  |
| 8         | Parigi     | Éloyse Lesueur 6,92 m    | -                           | Blanka Vlašić 2,00 m   | -                             | -                     | Sandra Perković 68,48 m     | -                         |  |  |
| 9         | Glasgow    | Tianna Bartoletta 6,98 m | -                           | Blanka Vlašić 1,96 m   | Fabiana Murer 4,65 m          | -                     | Gia Lewis-Smallwood 67,59 m | -                         |  |  |
| 10        | Monaco     | -                        | Caterine Ibargüen 15,31 m   | -                      | Fabiana Murer 4,76 m          | Valerie Adams 20,38 m | -                           | Barbora Špotáková 66,96 m |  |  |
| 11        | Stoccolma  | Tianna Bartoletta 6,98 m | -                           | Marija Kučina 1,94 m   | -                             | -                     | Sandra Perković 66,74 m     | -                         |  |  |
| 12        | Birmingham | -                        | Caterine Ibargüen 14,52 m   | -                      | Katerina Stefanidi 4,57 m     | Valerie Adams 19,96 m | -                           | Elizabeth Gleadle 64,49 m |  |  |
| 13        | Zurigo     | Ivana Španović 6,80 m    | -                           | Marija Kučina 2,00 m   | Fabiana Murer 4,72 m          | -                     | Sandra Perković 68,36 m     | -                         |  |  |
| 14        | Bruxelles  | -                        | Caterine Ibargüen 14,98 m   | -                      | -                             | Valerie Adams 20,59 m | -                           | Barbora Špotáková 67,99 m |  |  |
|           |            |                          |                             |                        |                               |                       |                             |                           |  |  |
| Vincitore | Vincitore  | Tianna Bartoletta        | Caterine Ibargüen           | Marija Kučina          | Fabiana Murer                 | Valerie Adams         | Sandra Perković             | Barbora Špotáková         |  |  |